# 24 Carat Gold
24 Carat Gold (рус. «24 каратное золото») — альбом-сборник группы Scooter, вышедший 4 ноября 2002 года.

## Об альбоме
«24 Carat Gold» включает в себя новую песню-сингл «Nessaja», а также 23 предыдущие заглавные песни со всех синглов группы, начиная с 1994 года. Расположение треков — в хронологическом убывании — от № 1 «Nessaja» (2002 год) до № 24 «Hyper Hyper» (1994 год).
Укороченные версии практически всех композиций вызвали некоторое недовольство фанатов группы, привыкших к оригиналам. Можно сделать вывод о том, что альбом предназначен скорее для тех людей, которые мало знакомы с творчеством коллектива.

## Синглы
Впервые песня 2002 года «Nessaja» была опубликована в качестве бонус-трека к альбому-концерту/видео сборнику Encore: Live & Direct. Поэтому информация об этом сингле размещена в соответствующей статье.

## Список композиций
Музыка, слова, аранжировка — Эйч Пи Бакстер, Рик Джордан, Джей Фрог (1), Аксель Кун (1-12), Феррис Бюллер (1, 13-24), Йенс Теле. Текст — Эйч Пи Бакстер.
1. Nessaja (3:29) (Нессайя)
2. The Logical Song (3:55) (Логическая песня)
3. Aiii Shot The DJ (3:07) (Яааа пристрелил Ди Джея)
4. Posse (I Need You On The Floor) (3:31) (Народ (Я жду вас на танцполе))
5. She’s The Sun (3:11) (Она — Солнце)
6. I’m Your Pusher (3:13) (Я твой толкач)
7. Fuck The Millennium (3:26) (…ть Тысячелетие)
8. Faster Harder Scooter (3:21) (Быстрее Круче Скутер)
9. Call Me Mañana (3:21) (Позови меня Завтра)
10. I Was Made For Loving You (2:22) (Я был создан, чтобы любить тебя)
11. We Are The Greatest (3:14) (Мы — Величайшие)
12. How Much Is The Fish? (3:47) (Почём рыба?)
13. No Fate (3:08) (Не судьба)
14. The Age Of Love (2:37) (Поколение любви)
15. Fire (3:03) (Огонь)
16. Break It Up (3:26) (Разрушай)
17. I’m Raving (3:10) (Я брежу)
18. Rebel Yell (3:24) (Мятежный вопль)
19. Let Me Be Your Valentine (3:19) (Позволь мне быть твоим любимым)
20. Back In The U.K. (3:03) (Назад в Великобританию)
21. Endless Summer (3:14) (Вечное лето)
22. Friends (3:10) (Друзья)
23. Move Your Ass! (3:38) (Двигай попой)
24. Hyper Hyper (3:30) (Гипер Гипер)

## Награды и места в чартах
«24 Carat Gold» получил одну золотую запись.
- Чехия —  Золото, 30
- Венгрия — 17
- Франция — 46
- Германия — 49